# Barcelona (Quindío)
Barcelona es un corregimiento del municipio de Calarcá, en el departamento de Quindío, Colombia. Es considerado el centro poblado con más habitantes del departamento. Se encuentra comunicado con la cabecera municipal por una carretera de 18 km. Cuenta con 28 barrios y 8 veredas. 
Desde hace varios años existe una propuesta de elevar a Barcelona a categoría de municipio en el departamento de Quindío.

## Historia
Sus primeros colonos eran labradores, mineros, arrieros, artesanos y comerciantes, juntos sembraron la trayectoria de un corregimiento que tiene como acta de fundación fechada el 5 de septiembre de 1914.
La Asamblea Departamental del Quindío aprobó la Ordenanza 15 para la creación del municipio en 1984. Pero en el Auto No. 13 del 5 de diciembre, el gobernador del Quindío Rodrigo Gómez Jaramillo objetó el proyecto de Ordenanza para nombrarlo como nuevo municipio del departamento del Quindío.